# Phaulopsis aequivoca
Phaulopsis aequivoca är en akantusväxtart som beskrevs av M. Manktelow. Phaulopsis aequivoca ingår i släktet Phaulopsis och familjen akantusväxter. Inga underarter finns listade i Catalogue of Life.